# Gabi Gonçalves
Gabi Gonçalves (Rio Largo, 16 de novembro de 1999) é uma política brasileira, filiada ao Progressistas (PP). Nas eleições de 2022, foi eleita deputada estadual de Alagoas.